# Токийская баптистская церковь
Токийская баптистская церковь (яп. 東京バプテスト教会) — англоязычная баптистская церковь, находящаяся в центре Токио в районе Сибуя, Япония. Церковь входит в Японскую баптистскую конвенцию.  Церковь стала первым храмом за пределами США, построенным благодаря помощи американской Южной баптистской конвенции.

## История
Церковь возникла в результате деятельности американских миссионеров из Южной баптистской конвенции, которые проповедовали среди англоязычных жителей Токио. Строительство храма было закончено 5 января 1958 года. Первым пастором церкви был В. Джексон.
Благодаря деятельности Токийской баптистской церкви в Токио возникли ещё две баптистские церкви. В 1965 году была основана Баптистская церковь Тёфу и в 1975 году – Баптистская церковь Сибуя.